# Sarcophaga
Sarcophaga is een geslacht van vliegen uit de familie van de vleesvliegen.

## Achtergrond
Het geslacht komt wereldwijd voor. De vliegen hebben een grijze kleur met rode facetogen. De vrouwtjes zijn doorgaans groter dan de mannetjes.
De soorten zijn op basis van hun uiterlijk bijna niet uit elkaar te houden. De meeste kunnen alleen worden onderscheiden door microscopisch onderzoek van de geslachtsdelen van het mannetje.
De larven voeden zich met vlees of bacteriën. 

## Ondergeslachten
- Sarcophaga (Aethianella)
- Sarcophaga (Aethiopisca)
- Sarcophaga (Afrohelicobia)
- Sarcophaga (Afrothyrsocnema)
- Sarcophaga (Alisarcophagaa)
- Sarcophaga (Amharomyia)
- Sarcophaga (Anthostilophalla)
- Sarcophaga (Asceloctella)
- Sarcophaga (Asiopierretia)
- Sarcophaga (Australopierretia)
- Sarcophaga (Baliisca)
- Sarcophaga (Baranovisca)
- Sarcophaga (Batissophalla)
- Sarcophaga (Bellieriomima)
- Sarcophaga (Bercaea)
- Sarcophaga (Bercaeopsis)
- Sarcophaga (Beziella)
- Sarcophaga (Bilenemyia)
- Sarcophaga (Boettcherisca)
- Sarcophaga (Brasia)
- Sarcophaga (Caledonia)
- Sarcophaga (Callostuckenbergia)
- Sarcophaga (Camerounisca)
- Sarcophaga (Cercosarcophaga)
- Sarcophaga (Chaetophalla)
- Sarcophaga (Chrysosarcophaga)
- Sarcophaga (Curranisca)
- Sarcophaga (Curtophalla)
- Sarcophaga (Cyclophalla)
- Sarcophaga (Danbeckia)
- Sarcophaga (Casyschloctis)
- Sarcophaga (Dinemomyia)
- Sarcophaga (Diplonophalla)
- Sarcophaga (Discachaeta)
- Sarcophaga (Colichophalla)
- Sarcophaga (Drakensbergiana)
- Sarcophaga (Durbanella)
- Sarcophaga (Dysparaphalla)
- Sarcophaga (Fengia)
- Sarcophaga (Fergusonimyia)
- Sarcophaga (Fijimyia)
- Sarcophaga (Hardyella)
- Sarcophaga (Harpagophalla)
- Sarcophaga (Harpagophalloides)
- Sarcophaga (Helicophagella)
- Sarcophaga (Heteronychia)
- Sarcophaga (Hoa)
- Sarcophaga (Horisca)
- Sarcophaga (Hosarcophaga)
- Sarcophaga (Hyperacanthisca)
- Sarcophaga (Ihosyia)
- Sarcophaga (Iranihindia)
- Sarcophaga (Johnsonimima)
- Sarcophaga (Johnstonimyia)
- Sarcophaga (Kalshovenella)
- Sarcophaga (Kanoa)
- Sarcophaga (Kanomyia)
- Sarcophaga (Kozlovea)
- Sarcophaga (Kramerea)
- Sarcophaga (Krameromyia)
- Sarcophaga (Leucomyia)
- Sarcophaga (Lipoptilocnema)
- Sarcophaga (Lioplacella)
- Sarcophaga (Lioproctia)
- Sarcophaga (Liopygia)
- Sarcophaga (Liosarcophaga)
- Sarcophaga (Macabiella)
- Sarcophaga (Malliophala)
- Sarcophaga (Mandalania)
- Sarcophaga (Mauritiella)
- Sarcophaga (Mehria)
- Sarcophaga (Mimarhopocnemis)
- Sarcophaga (Mindanaoa)
- Sarcophaga (Mufindia)
- Sarcophaga (Myorhina)
- Sarcophaga (Neobellieria)
- Sarcophaga (Neosarcophaga)
- Sarcophaga (Nesbittia)
- Sarcophaga (Nigerimyia)
- Sarcophaga (Nihonea)
- Sarcophaga (Notoecus)
- Sarcophaga (Nudicerca)
- Sarcophaga (Nuzzaciella)
- Sarcophaga (Nyikamyia)
- Sarcophaga (Pandelleana)
- Sarcophaga (Pandelleisca)
- Sarcophaga (Paraethiopisca)
- Sarcophaga (Parasarcophaga)
- Sarcophaga (Petuniophalla)
- Sarcophaga (Phalacrodiscus)
- Sarcophaga (Phallantha)
- Sarcophaga (Phallanthisca)
- Sarcophaga (Phallocheira)
- Sarcophaga (Phallonychia)
- Sarcophaga (Phallosphaera)
- Sarcophaga (Phytosarcophaga)
- Sarcophaga (Poecilometopa)
- Sarcophaga (Poeciphaoides)
- Sarcophaga (Prionophalla)
- Sarcophaga (Pseudaethiopisca)
- Sarcophaga (Pseudothyrsocnema)
- Sarcophaga (Pterolobomyia)
- Sarcophaga (Pterophalla)
- Sarcophaga (Pterosarcophaga)
- Sarcophaga (Robineauella)
- Sarcophaga (Rohdendorfisca)
- Sarcophaga (Rosellea)
- Sarcophaga (Sabiella)
- Sarcophaga (Sarcophaga)
- Sarcophaga (Sarcorohdendorfia)
- Sarcophaga (Sarcosolomonia)
- Sarcophaga (Sarcotachinella)
- Sarcophaga (Scotathyrsia)
- Sarcophaga (Seniorwhithea)
- Sarcophaga (Sinonipponia)
- Sarcophaga (Sisyhelicobia)
- Sarcophaga (Stackelbergeola)
- Sarcophaga (Takanoa)
- Sarcophaga (Takaraia)
- Sarcophaga (Taylorimyia)
- Sarcophaga (Thyrsocnema)
- Sarcophaga (Tolucamyia)
- Sarcophaga (Torgopampa)
- Sarcophaga (Transvaalomyia)
- Sarcophaga (Tuberomembrana)
- Sarcophaga (Uroxanthisca)
- Sarcophaga (Varirosellea)
- Sarcophaga (Wohlfahrtiopsis)
- Sarcophaga (Xanthopterisca)
- Sarcophaga (Ziminisca)
- Sarcophaga (Zombanella)
- Sarcophaga (Zumptiopsis)
- Sarcophaga (Zumptisca)

## Soorten
- S. acadiana Reinhard, 1947
- S. acrophila (Dodge, 1956)
- S. adriatica Bottcher, 1913
- S. aegyptica Salem, 1935
- S. africa (Wiedemann, 1824)
- S. agnata Rondani, 1860
- S. albiceps Meigen, 1826
- S. aldrichi Parker, 1916
- S. amita Rondani, 1860
- S. amputata Pape, 1990
- S. anaces Walker, 1849
- S. anastrenua (Baranov, 1942)
- S. ancilla Rondani, 1865
- S. ancilloides Baranov, 1927
- S. aratrix Pandelle, 1896
- S. arcipes Pandelle, 1896
- S. argyrostoma (Robineau-Desvoidy, 1830)
- S. arizonica (Townsend, 1919)
- S. bachmayeri Lehrer, 1978
- S. balanina Pandelle, 1896
- S. baranoffi Rohdendorf, 1937
- S. beameri (Dodge, 1956)
- S. belgiana (Lehrer, 1976)
- S. bellae (Lehrer, 2000)
- S. benaci Bottcher, 1913
- S. bergi Rohdendorf, 1937
- S. bishoppi Aldrich, 1916
- S. boettcheri Villeneuve, 1912
- S. bulgarica (Enderlein, 1936)
- S. bullata Parker, 1916
- S. caerulescens Zetterstedt, 1838
- S. canadensis Hall, 1929
- S. carinata (Dodge, 1956)
- S. carnaria

Grijze vleesvlieg (Linnaeus, 1758)
- S. cepelaki (Povolný & Slameckova, 1970)
- S. citellivora Shewell, 1950
- S. cockerellae Aldrich, 1916
- S. congesta Lehrer, 1967
- S. consanguinea Camillo Róndani, 1860
- S. cooleyi Parker, 1914
- S. corsicana Villeneuve, 1911
- S. crassimargo Pandelle, 1896
- S. crassipalpis Macquart, 1839
- S. croatica Baranov, 1941
- S. croca Pape, 1996
- S. cucullans Pandelle, 1896
- S. cultellata Pandelle, 1896
- S. czernyi Bottcher, 1912
- S. chiquita (Peris, Gonzalez-Mora & Mingo, 1998)
- S. davidsonii Coquillett, 1892
- S. depressifrons Zetterstedt, 1845
- S. destructor Malloch, 1929
- S. deviedmai (Lehrer & Baez, 1986)
- S. disputata Lehrer, 1967
- S. dissimilis Meigen, 1826
- S. dreyfusi (Lehrer, 1994)
- S. dux Thomson, 1869
- S. elanis Reinhard, 1947
- S. elongata Aldrich, 1916
- S. emdeni (Rohdendorf, 1969)
- S. enderleini Jacentkovsky, 1937
- S. epitheca Reinhard, 1952
- S. fattigi (Dodge, 1956)
- S. ferox Villeneuve, 1908
- S. filia Camillo Róndani, 1860
- S. filiola (Rohdendorf, 1937)
- S. footei Dodge, 1964
- S. fortisa Reinhard, 1947
- S. fugitiva (Povolný, 2000)
- S. georgiana Dodge, 1966
- S. gigas (Povolný, 1986)
- S. gracilis Aldrich, 1916
- S. granulata Kramer, 1908
- S. haemorrhoa Meigen, 1826
- S. haemorrhoides Bottcher, 1913
- S. harpax Pandelle, 1896
- S. hennigi Lehrer, 1978
- S. hesterna Reinhard, 1947
- S. hinei Aldrich, 1916
- S. hirticrus Pandelle, 1896
- S. hirtipes Wiedemann, 1830
- S. houghi Aldrich, 1916
- S. idonea Aldrich, 1916
- S. incisilobata Pandelle, 1896
- S. infantilis Bottcher, 1913
- S. inopinata (Rohdendorf, 1937)
- S. insularis (Povolný, 1997)
- S. iulicida Pape, 1990
- S. jacobsoni (Rohdendorf, 1937)
- S. javita (Peris, Gonzalez-Mora & Mingo, 1998)
- S. jeanleclercqi Lehrer, 1975
- S. johnsoni Aldrich, 1916
- S. juliaetta Aldrich, 1916
- S. jupalnica Lehrer, 1967
- S. kataphygionis (Povolný, 1999)
- S. kentejana (Rohdendorf, 1937)
- S. kerteszi Villeneuve, 1912
- S. kesseli Dodge, 1966
- S. kunonis (Pape, 1986)
- S. lederbergi (Lehrer, 1995)
- S. lednicensis (Povolný & Verves, 1986)
- S. lehmanni Muller, 1922
- S. libera Aldrich, 1916
- S. lilliputiana Dodge, 1967
- S. longestylata Strobl, 1906
- S. lucentina (Lehrer & Martinez-Sanchez, 2001)
- S. lunigera Bottcher, 1914
- S. macedonica (Povolný, 1996)
- S. macrura (Rohdendorf, 1937)
- S. maculata Meigen, 1835
- S. madeirensis (Schiner, 1868)
- S. marshalli Parker, 1923
- S. mehadiensis Bottcher, 1912
- S. melanura Meigen, 1826
- S. metopina Villeneuve, 1908
- S. mimoris Reinhard, 1947
- S. minima Rondani, 1862
- S. minutissima Hall, 1929
- S. moldavica Rohdendorf, 1937
- S. monspellensia Bottcher, 1913

- S. moravica Povolný, 1986
- S. morenita (Peris, Gonzalez-Mora & Mingo, 1998)
- S. morosa Aldrich, 1925
- S. mouchajosefi Lehrer, 1978
- S. mutila Villeneuve, 1912
- S. nearctica Parker, 1916
- S. nemoralis Kramer, 1908
- S. nigricaudata (Povolný & Slameckova, 1982)
- S. nigriventris Meigen, 1826
- S. novella Baranov, 1929
- S. noverca Rondani, 1860
- S. novercoides Bottcher, 1913
- S. occidentalis Aldrich, 1916
- S. okaliana (Lehrer, 1975)
- S. olsoufjevi (Rohdendorf, 1937)
- S. ontariensis Hall, 1932
- S. ornatijuxta Richet, Pape, Blackith & Blackith, 1995
- S. pagensis Baranov, 1939
- S. palavae Povolný, 1993
- S. pandellei (Rohdendorf, 1937)
- S. pandifera Blackith & Pape, 1999
- S. panormi Povolný, 1998
- S. parallela Aldrich, 1916
- S. pauciseta Pandelle, 1896
- S. paulina Hall, 1937
- S. penicillata Villeneuve, 1907
- S. perissa Reinhard, 1952
- S. perplexa (Peris, Gonzalez-Mora & Mingo, 1996)
- S. perspicax Aldrich, 1916
- S. pharaonis Rohdendorf, 1934
- S. platariae (Povolný, 1992)
- S. pleomenda Reinhard, 1953
- S. pleskei (Rohdendorf, 1937)
- S. polistensis Hall, 1933
- S. pontica (Rohdendorf, 1937)
- S. porrecta Bottcher, 1913
- S. portschinskyi (Rohdendorf, 1937)
- S. pratti (Dodge, 1956)
- S. protuberans Pandelle, 1896
- S. proxima Rondani, 1860
- S. pseudoscoparia Kramer, 1911
- S. pubicornis (Coquillett, 1902)
- S. pulla Aldrich, 1916
- S. pumila Meigen, 1826
- S. pyrenaica Séguy, 1941
- S. rabunensis (Dodge, 1956)
- S. resnikae (Lehrer, 1996)
- S. romanica Lehrer, 1967
- S. rondaniana (Rohdendorf, 1937)
- S. rosellei Bottcher, 1912
- S. rozkosnyi Povolný, 2001
- S. ruficornis (Fabricius, 1794)
- S. sabroskyi (Dodge, 1956)
- S. santospintosi (Lehrer & Baez, 1986)
- S. sarraceniae Riley, 1874
- S. sarracenioides Aldrich, 1916
- S. schineri Bezzi, 1891
- S. schnabli Villeneuve, 1911
- S. schuetzei Kramer, 1909
- S. schusteri Lehrer, 1959
- S. seagoi (Dodge, 1956)
- S. semimarginalis Hall, 1931
- S. serbica Baranov, 1929
- S. setinervis Rondani, 1860
- S. sexpunctata (Fabricius, 1805)
- S. shermani Parker, 1923
- S. sicilia Pape, 1996
- S. siciliae (Povolný, 1998)
- S. siciliana Enderlein, 1928
- S. siciliensis Bottcher, 1913
- S. sigilla Reinhard, 1947
- S. sima Aldrich, 1916
- S. similis Meade, 1876
- S. sinuata Meigen, 1826
- S. slovaca (Povolný & Slameckova, 1967)
- S. smirnovi Rohdendorf, 1925
- S. smithi (Dodge, 1956)
- S. snyderi (Dodge, 1956)
- S. socrus Rondani, 1860
- S. solitaria (Povolný, 1998)
- S. soror Camillo Róndani, 1860
- S. spinosa Villeneuve, 1912
- S. statuta Reinhard, 1952
- S. sternalis (Reinhard, 1939)
- S. strenua (Robineau-Desvoidy, 1863)
- S. subaenescens Aldrich, 1925
- S. subdiscalis Aldrich, 1916
- S. subulata Pandelle, 1896
- S. subvicina Rohdendorf, 1937
- S. sudiai (Dodge, 1956)
- S. tarsata Aldrich, 1916
- S. taurica (Rohdendorf, 1937)
- S. telengai (Verves, 1973)
- S. tenuiforceps Bottcher, 1913
- S. teretirostris Pandelle, 1896
- S. tetona Reinhard, 1952
- S. tetra Aldrich, 1916
- S. thalhammeri Bottcher, 1913
- S. thatuna Aldrich, 1916
- S. tibialis Macquart, 1851
- S. tricolor Villeneuve, 1908
- S. triplasia Wulp, 1895
- S. tuberosa Pandelle, 1896
- S. ukrainica Rohdendorf, 1937
- S. uliginosa Kramer, 1908
- S. uncicurva Pandelle, 1896
- S. utilis Aldrich, 1915
- S. vachai (Povolný, 1986)
- S. vagans Meigen, 1826
- S. vancouverensis Parker, 1918
- S. variegata (Scopoli, 1763)
- S. vervesi (Povolný, 1996)
- S. vicina Macquart, 1835
- S. villeneuveana (Enderlein, 1928)
- S. villeneuvei Bottcher, 1912
- S. volcanoaetnica (Povolný, 2002)
- S. wallenbergi Lehrer, 1989
- S. wrangeliensis Parker, 1920
- S. yorkii Parker, 1920
- S. zhelochovtzevi Rohdendorf, 1925
- S. zumptiana Lehrer, 1959